# 田中政志
田中 政志（たなか まさし、1962年6月10日 - ）は、日本の漫画家。島根県江津市出身。大阪芸術大学芸術学部卒業。
第8回ちばてつや賞一般部門を「邪鬼」で入選。その後第9回「陽炎」、第10回「CAESAR」、第11回「貧乏神御免」と入選し、第12回「夢ん中」でちばてつや大賞受賞。
背景の圧倒的な描き込みが特徴。
京極夏彦の百鬼徒然袋シリーズにおける挿絵イラストを担当している。その背景にびっしりと書き込まれている線は、田中の一貫した作風と同じである。

## 作品リスト
- FLASH
- ミス・マーベルの素敵な商売
- 冒険! ヴィクトリア号!!
- 未確認プリンス物体U.P.O.
- 侍大冒険
- ゴン
- GON
- ゴンちゃん（「コミックボンボン」連載）

## 関連人物
木村真一郎
アニメ監督。大学の同期。